# Dorfkirche Teichwolframsdorf

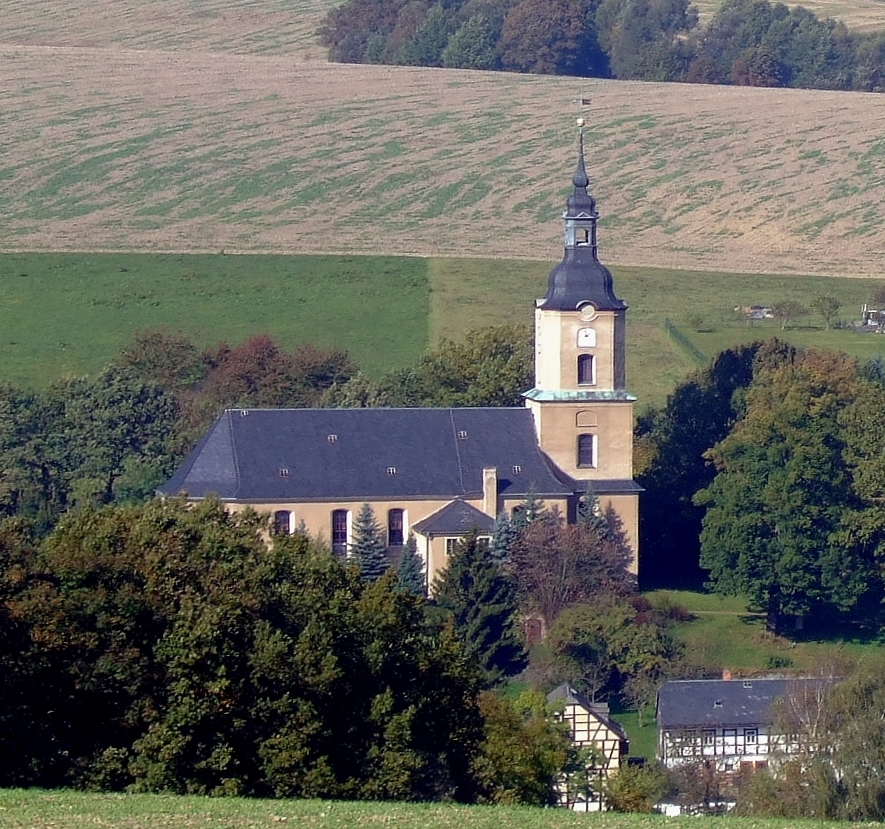
Kirche Teichwolframsdorf

Die evangelisch-lutherische Dorfkirche Teichwolframsdorf steht in Teichwolframsdorf im Landkreis Greiz in Thüringen. Die Kirchengemeinde gehört zum Kirchenkreis Greiz der Evangelischen Kirche in Mitteldeutschland.

## Geschichte
1773 bis 1776 wurde die Dorfkirche mit ihrem hohen Kirchturm gebaut. Er ist stattliche 48 Meter hoch. Der Grundstein wurde 1770 gelegt. Material der Vorgängerkirche wurde mit in den Bau einbezogen. Über das Sein der Vorgängerin ist nichts bekannt. Der Kirchenraum besitzt spätbarockes Aussehen.
Wöchentlich sonntags um 9.30 Uhr versammeln sich zwischen 15 und 25 Gemeindemitglieder zum Gottesdienst in der Kirche.